# Фіона Брюс
Фіона Елізабет Брюс (англ. Fiona Elizabeth Bruce; нар. 25 квітня 1964, Сінгапур) — британська телевізійна журналістка, диктор і телеведуча. З моменту переходу на канал BBC в передачу Панорама в 1989 році Фіона працювала з низкою програм корпорації, включаючи BBC News at Six, BBC News at Ten, Crimewatch, Antiques Roadshow та Fake or Fortune.
З 2003 по 2007 роки вона теж вела власну передачу Реальна історія (англ. Real Story).